# Jadelin Mabiala Gangbo
Jadelin Mabiala Gangbo (Brazzaville, 1976) è uno scrittore italiano di origine congolese.

## Biografia
Jadelin Mabiala Gangbo è nato a Brazzaville, nella Repubblica del Congo, nel 1976. Ha vissuto tra Imola e Bologna sin dall'età di quattro anni. Attualmente vive a Londra.

## Attività
Ha pubblicato alcuni racconti e i romanzi Verso la notte Bakonga (Lupetti 1999, poi Portofranco 2001) e Rometta e Giulieo (Feltrinelli 2001). Ultima creazione dell'autore è il romanzo Due volte che racconta le avventure di due gemelli all'interno di un istituto di suore, aspettando invano che il padre esca di prigione. I fratelli crescono e si confrontano con due culture: quella beninese che il padre ha impresso nei loro cuori e quella italiana con cui i gemelli vengono a contatto. Mentre uno dei due, David, è attratto dalla filosofia cattolica e dalla promessa della vita eterna, il gemello Daniel ama teneramente Agata, una bambina che è stata stuprata dallo zio. 
Attorno a loro si muove un mondo di personaggi che riflette i mali e le speranze nell'Italia degli anni Ottanta: Pasquale, giovane camorrista in nuce, violento ma sognatore, Giò Giò il piagnone, le ragazze madri, le zingare, le suore e le insegnanti.
Nella sua scrittura c'è un'attenzione particolare al linguaggio che mischia il registro aulico, lo slang metropolitano e il surreale.

## Opere

### Romanzi
- Verso la Notte Bakonga, Lupetti Editore, 1999; 2ª ed. 2001
- Rometta e Giulieo, Feltrinelli Editore, 2001
- Due volte, E/O, 2009

### Racconti in antologie
- Sting è molto strano, in AA. VV., Semi di fico d'India. Venti bracciate nella nuova scrittura italiana, Portogruaro, Nuova Dimensione, 2005